# Эсяново (Виловатовское сельское поселение)
Эсяново (горномар. Эсäн) — деревня в Горномарийском районе Марий Эл Российской Федерации. Входит в состав Виловатовского сельского поселения.

## География
Деревня находится на расстоянии 16 км к юго-востоку от города Козьмодемьянск, административного центра района.

### Часовой пояс
Деревня Эсяново, как и вся Республика Марий Эл, находится в часовой зоне МСК (московское время). Смещение применяемого времени относительно UTC составляет +3:00.

## История
Впервые околодок Эсянов из Виловатово упоминается в 1859 году.

## Население
| 2002 | 2010 |
| ---- | ---- |
| 95   | ↘81  |

## Известные уроженцы
- Яранов, Валериан Иванович (1912—2000) — горномарийский советский деятель сельского хозяйства, агроном.